# Lutas nos Jogos Pan-Americanos de 1963
As competições de luta olímpica nos Jogos Pan-Americanos de 1963 foram realizadas em São Paulo, no Brasil. Foram disputados apenas eventos de luta livre.

## Medalhistas
Luta livre masculina
| Evento                 | Ouro                                 | Prata                         | Bronze                       |
| ---------------------- | ------------------------------------ | ----------------------------- | ---------------------------- |
| Até 52 kg detalhes     | Andrew Fitch USA Estados Unidos      | Jorge Rosado MEX México       | Carlos Zapata VEN Venezuela  |
| Até 57 kg detalhes     | William Riddle USA Estados Unidos    | Eduardo Campbell PAN Panamá   | Ernest Chornomydz CAN Canadá |
| Até 63 kg detalhes     | Ronald Finley USA Estados Unidos     | Matti Jutila CAN Canadá       | Mario Tovar MEX México       |
| Até 70 kg detalhes     | Gregory Ruth USA Estados Unidos      | José Azzari GUA Guatemala     | Kurt Boese CAN Canadá        |
| Até 78 kg detalhes     | Joseph Fitzgerald USA Estados Unidos | Julio Graffigna ARG Argentina | Juan Flores MEX México       |
| Até 87 kg detalhes     | James Ferguson USA Estados Unidos    | Robert Steckle CAN Canadá     | Juan Miranda MEX México      |
| Até 97 kg detalhes     | John Barden USA Estados Unidos       | Cesar Ferreras VEN Venezuela  | Juan Lisa ARG Argentina      |
| Mais de 97 kg detalhes | Joe James USA Estados Unidos         | Santiago Karam VEN Venezuela  | Sion Cohen PAN Panamá        |

## Quadro de medalhas
| Ordem | País               | Medalha de ouro | Medalha de prata | Medalha de bronze |    |
| ----- | ------------------ | --------------- | ---------------- | ----------------- | -- |
| 1     | USA Estados Unidos | 8               |                  |                   | 8  |
| 2     | CAN Canadá         |                 | 2                | 2                 | 4  |
| 3     | VEN Venezuela      |                 | 2                | 1                 | 3  |
| 4     | MEX México         |                 | 1                | 3                 | 4  |
| 5     | ARG Argentina      |                 | 1                | 1                 | 2  |
|       | PAN Panamá         |                 | 1                | 1                 | 2  |
| 7     | GUA Guatemala      |                 | 1                |                   | 1  |
| TOTAL | TOTAL              | 8               | 8                | 8                 | 24 |

## Ligação externa
- Jogos Pan-Americanos de 1963